# Církevní oblast Abruzzo-Molise
Církevní oblast Abruzzo-Molise (ital. Regione ecclesiastica Abruzzo-Molise) je jedna z 16 církevních oblastí, do nichž je rozdělena katolická církev v Itálii. Skládá se ze čtyřech církevních provincií, do nichž je rozděleno 11 diecézí v italských regionech Abruzzo a Molise.

## Rozdělení
Církevní oblast Abruzzo-Molise je rozdělena do čtyřech církevních provincií:
- Církevní provincie Campobasso-Boiano s metropolitním arcibiskupstvím Campobasso-Boiano a sufragánními biskupstvími Isernia-Venafro, Termoli-Larino a Trivento.
- Církevní provincie Chieti-Vasto s metropolitním arcibiskupstvím Chieti-Vasto a jediným sufragánním arcibiskupstvím Lanciano-Ortona
- Církevní provincie L'Aquila s metropolitním arcibiskupstvím L'Aquila a sufragánními biskupstvími Avezzano a Sulmona-Valva
- Církevní provincie Pescara-Penne s metropolitním arcibiskupstvím Pescara-Penne a jediným sufragánním biskupstvím Teramo-Atri

## Statistiky
- plocha: 15 472 km²
- počet obyvatel: 1 544 232
- počet farností: 1 074
- počet diecézních kněží: 942
- počet řeholních kněží: 418
- počet stálých jáhnů: 81

## Biskupská konference oblasti Abruzzo-Molise
- Předseda: Tommaso Valentinetti, arcibiskup-metropolita v Pescara-Penne
- Místopředseda: Salvatore Visco, biskup v diecézi Isernia-Venafro
- Sekretář: Angelo Spina, biskup v diecézi Sulmona-Valva

### Přehled předsedů biskupské konference církevní oblasti Abruzzo-Molise
- Carlo Ghidelli, arcibiskup v Lanciano-Ortona (2004–2011)
- Tommaso Valentinetti, arcibiskup-metropolita v Pescara-Penne (2011–2016)
- Bruno Forte, arcibiskup-metropolita v Chieti-Vasto (od 2016)